# Tartufo
Tartufo o El impostor (Le Tartuffe ou l'Imposteur) es una comedia en cinco actos escrita en versos alejandrinos por Molière y estrenada en París el 5 de febrero de 1669 en el Teatro del Palais-Royal.

## Argumento
Orgón es un personaje principal que ha caído bajo la influencia de Tartufo (Tartuffe es el nombre dado a la trufa, un hongo escondido bajo tierra), un falso devoto, que busca quedarse con todos sus bienes. De hecho, los únicos que no se han dado cuenta de la verdadera naturaleza de Tartufo son Orgón y Madame Pernelle, su madre.

## Reacciones ante la obra
La obra fue presentada ante el rey antes de su estreno en una versión inconclusa con solo tres actos. Aun así, consigue indignar al partido de los devotos por su contenido. La Compañía del Santo Sacramento utilizó su influencia para conseguir que la obra se prohibiera. Veían en ella un ataque frontal a la religión y a los valores que ellos propugnaban. Es cierto que tras la crítica de la hipocresía, que es el tema principal de la obra, se esconde también un ataque al papel demasiado influyente que tenían algunos devotos directores espirituales, que en realidad eran saqueadores de herencias. De hecho, San Francisco de Sales en su obra Introducción a la vida devota publicada en 1608 había desarrollado ampliamente la figura de director espiritual que Tartufo personifica de forma verosimil para ser satirizada, lo que encolerizó al clero.
Tras algunas vicisitudes, Molière trató de representar su obra con el título de Panulfo o el impostor en agosto de 1667. Pero tras la primera representación, el responsable de la policía prohíbe de nuevo la obra con el argumento de que «no es el teatro el sitio para predicar el Evangelio». El arzobispo de París, Hardouin de Péréfixe, llega a amenazar con la excomunión a cualquiera que represente o escuche la obra, a la que acusa de ser un virulento ataque a la religión.
Hay que esperar hasta febrero de 1669 para que Luis XIV de Francia autorice a Molière a representar su obra, que recupera además su título original de Tartufo.
El personaje Tartufo describió de manera tan excelsa al ser hipócrita que este nombre es utilizado ahora en el Diccionario de la Real Academia Española para definir a la persona hipócrita y falsa.

## Intenciones de Molière
Al escribir esta obra, Molière ataca un bastión muy influyente: los falsos devotos. Entre ellos se encuentran hombres religiosos sinceros pero también manipuladores conscientes del poder que puede proporcionarles su devoción. Este segundo grupo es el que el autor ataca.
Con la situación doméstica que Molière refleja en el Tartufo quiere reflejar al mismo tiempo la situación política en Francia: Luis XIV, monarca absolutista de poder no discutido (comparable al de un padre de familia), estaba rodeado de una serie de personas que se dieron cuenta de que la única manera de mandar en Francia era acercarse al rey e influirle, presentándose como personas de pleno sentir religioso y moralidad intachable.
Molière quería que la autoridad real se ejerciese y se alejase a esas personas, que fueron las que no permitieron la representación del Tartufo (ni siquiera bajo el título El impostor), por lo que tuvo que alterar su obra en varias ocasiones. De hecho, el último acto enseña cómo la familia solo puede apelar a una fuerza exterior. Él quería que eso, trasladado al plano político, simbolizase que solo el rey y la justicia real podían resolver los problemas del pueblo francés.
El rey lo comprendió y levantó la prohibición de la obra en 1669.

## Personajes de la obra
- Orgón: gran burgués parisiense, que goza de una buena situación económica y social. Es una persona autoritaria, lleva las riendas de su casa y hace observaciones pertinentes a los miembros de la familia. No obstante, gracias a la influencia de Tartufo, se presenta como un ser idiota e intratable. Con Tartufo en la casa, carece de autoridad y de voluntad, además de buen sentido. Está casado con Edelmira. Es el único en la casa, además de su madre, Madame Pernelle, que no se da cuenta de la evidente farsa del Tartufo. A pesar de ser un hombre bastante inteligente y sensato, es muy temeroso de los castigos divinos, sobre todo del castigo de acudir al infierno tras una vida pecaminosa. Por eso cree ciegamente en todo lo que dice Tartufo, aunque esto vaya en contra de los intereses de su familia. De hecho, por su ceguera con respecto a Tartufo, llega a expulsar a Damis de su propia casa, a planear el casamiento de su hija Mariana con Tartufo, e incluso a cambiar la herencia para que toda fuera a parar a manos del falso beato. Durante los cuatro primeros actos, Orgón es un muñeco en manos de Tartufo, y apenas sale de su engaño, lo vemos pasar al extremo opuesto: es un hombre colérico, exagerado y muy cómico (especialmente en la escena de debajo de la mesa, mientras escucha al Tartufo hacer proposiciones indecentes a su mujer Elmira).
- Elmira: la esposa de Orgón y madrastra de Damis y Mariana. Es más tranquila que su marido, y bastante sensata y precavida. Su principal objetivo en la obra será la de proteger el futuro de Mariana, para que no se case con Tartufo y se case con el hombre a quien ella ama, Valerio. Al igual que el resto de su familia, intenta hacerle ver a su esposo la verdad sobre Tartufo, sin éxito. Rechaza claramente tanto la hipocresía como el victimismo en las mujeres.
- Dorina: la fiel criada de la casa de Orgón. A pesar de ello, tiene mucha confianza con la familia, y gracias a ello puede entrometerse en la vida de esta, así como en el conflicto ocasionado por Tartufo. No responde al arquetipo de criada inculta y malhablada, sino que es muy inteligente y perspicaz, por lo que sus consejos y comentarios son muy acertados e irónicos, de gran comicidad, debe de ser un personaje divertidísimo de interpretar, ya que además de sus gestos y miradas al público, también se expresa en un lenguaje típico del pueblo llano, añadiendo aún más comicidad a la escena. Su presencia es vital en la obra, pues es ella la que maquina el engaño hacia Tartufo, con el objetivo de desenmascararlo. Es la primera en darse cuenta de las intenciones de Tartufo con respecto a la familia, hacia Orgón, hacia Edelmira, etc. Es alegre, simpática, valiente, y durante toda la obra actúa como la portavoz del sentido común.
- Tartufo: el personaje principal de la obra, pues en torno a él se desarrolla toda la trama. En las primeras versiones, el personaje del Tartufo es algo así como un bufón falsamente devoto (de hecho, Molière iba vestido de juglar o de bufón al interpretarlo, provocando una escena aún más rocambolesca), pero el papel es algo ambiguo, pues es representado más bien como un cura o un fraile de la época, que incluso tiene un ayudante. En las versiones posteriores, Tartufo pasa a ser un falso devoto en lugar de un sacerdote debido a las quejas de la Iglesia.
Aparece en la obra tardíamente, pero aun así sabemos como es por los comentarios que hacen los otros personajes. Desde el primer momento, por su malicia e hipocresía se nos hace odioso. Por sus engaños, es un hombre bastante listo y rastrero, que no duda en engañar y aprovecharse de los inocentes que creen en su palabra.
Tiene un aspecto de bufón que hace reír al público, pues sus comentarios acerca de su supuesta pobreza no se corresponden en absoluto a su buen estado de salud (de hecho, es descrito por Dorina como gordo, colorado, con mucho apetito, etc.).
- Damis: el hijo de Orgón. Es un personaje que dice todo lo que piensa, muy apasionado, a veces resultando excesivo (Dorina teme que pueda echar a perder todo el plan ideado para desenmascarar a Tartufo), pero ante todo leal a su familia, y de buen corazón. Su padre, dejándose llevar por la ira, echa de casa a Damis, porque piensa que su hijo lo ha traicionado al ultrajar a Tartufo. Se da a entender que pueda estar enamorado de la hermana de Valerio y que por ello apoya la relación entre este y Mariana.
- Mariana: la hija de Orgón. Es joven y bella, por ello su padre decide casarla con Tartufo, a pesar de que ella estaba previamente comprometida con Valerio, el verdadero amor de su vida. Es muy obediente, sobre todo con los mandatos de su padre, y en ningún momento se rebela con firmeza sobre la idea de casarse con el falso beato, pues desobedecería la orden de su amado padre Orgón. De hecho, es Dorina y su madre Elmira las que se manifiestan más en desacuerdo con el imperativo de Orgón. No participa demasiado en la obra.
- Valerio: el novio de Mariana. Cuando se entera de que Orgón planea casarla con Tartufo se ofende y decide dejarla, pero Dorina logra poner paz entre ambos.
- Cleanto: el cuñado de Orgón, hermano de la primera esposa de este. Es soltero, o por lo menos en la obra no se menciona lo contrario. Es muy calmado, al contrario que Damis, y por sus comentarios es de extremada inteligencia. Tiene una mentalidad muy analítica, racionalista y metódica. Sus consejos son muy apreciados por la familia, en todos los ámbitos, tanto en política y economía con Orgón, como con otro tipo de consejos. Junto a Dorina, es de los personajes más inteligentes y sensatos de la obra. Aun así, gracias a la ceguera de Orgón, llega a pelearse con él porque no quiere ver la realidad tal y como es. Por otra parte, es quizás el personaje menos cómico o gracioso de la obra, pues siempre actúa con gestos calmados y con comentarios largos y exentos de pasión.
- Madame Pernelle: la madre caprichosa de Orgón. Es de ideología muy tradicional y bastante retrógrada. Se muestra de acuerdo en todo momento con la presencia de Tartufo en la casa, incluso cuando al final tanto Orgón como el resto de la familia han desenmascarado a Tartufo, sigue apoyando sus actos. La comicidad de este personaje reside precisamente en eso, en el aspecto de ancianidad que expresa, mezclado a los comentarios típicos de abuela entrometida. Por ejemplo, una escena muy graciosa en la que Madame Pernelle participa es cerca del principio, donde critica los comportamientos de los miembros de la casa de Orgón de forma autoritaria, a la par de cómica.
- Flipota: la empleada de Madame Pernelle. Sale en el acto primero, y no habla.
- Leal: alguacil que aparece en el acto quinto, escena IV. Es el alguacil que es mandado por Tartufo para decir a Orgón que Tartufo era el dueño de su casa y por lo tanto él debía desalojar el lugar. Se caracteriza por ser una persona muy educada y correcta para hablar.